# منطقة داموه
داموه رمزها «DM» (بالإنجليزية: Damoh) ، هو تقسيم إداري لدولة الهند تتبع ولاية مدية برديش (بالإنجليزية: Madhya  Pradesh) ، مركزها هو مدينة داموه (بالإنجليزية: Damoh) عدد سكانها حسب تعداد سنة 2001 هو 1,081,909 ، مساحتها 7,306 كم² وكثافة السكان 148 لكل كم² .